# E-fakty
e-Fakty – ogólnopolski dwumiesięcznik dotyczący gospodarki elektronicznej, e-biznesu, bankowości elektronicznej, e-administracji oraz handlu on-line, wydawany w latach 2003–2007.

## Historia
Periodyk założony został pod koniec 2003 roku przez Dariusza Gościniaka, Michała Koralewskiego, Iwo Nowaka i Tomasza Janiaka a wydawany przez Instytutu Logistyki i Magazynowania w Poznaniu.
Było to pierwsze w Polsce czasopismo w całości poświęcone problemom gospodarki elektronicznej.
Od stycznia 2007 roku „e-Fakty” wydawane są wyłącznie w wersji elektronicznej.